# Martin Wegener
Klaus Martin Wegener (né le 17 décembre 1961 à Bergneustadt) est un physicien allemand. 

## Biographie
Wegener étudie la physique à l'université Goethe de Francfort-sur-le-Main où il obtient son doctorat en 1987. Après trois mois d'assistant à la recherche à l'université de Kaiserslautern et un séjour de recherche de deux ans aux laboratoires AT & T Bell à Holmdel (New Jersey) il est nommé professeur C3 de physique expérimentale de l'état solide à l'université de Dortmund. Il assume une chaire de physique appliquée à l'Université de Karlsruhe en 1995 et est depuis 2001 coordonnateur du Centre DFG pour les nanostructures fonctionnelles, l'un des plus grands instituts de recherche en nanosciences d'Europe. Depuis 2019, il est co-conférencier du  pôle d'excellence 3D Matter Made to Order (avec le professeur Uwe Bunz (de) de l'Université de Heidelberg). 
Wegener s'intéresse principalement à la spectroscopie à court terme des semi-conducteurs, à la cinétique quantique, à la nano-optique, aux cristaux photoniques et aux métamatériaux. Il  a reçu le prix Leibniz de la DFG en 2000 et le prix Descartes 2005 pour la recherche de l'UE pour le développement de structures artificielles avec des propriétés optiques entièrement nouvelles. 

## Prix
- Boursier de la fondation Alfried Krupp von Bohlen und Halbach
- Prix décerné par l'État du Bade-Wurtemberg pour son enseignement, 1998
- Prix Gottfried-Wilhelm-Leibniz de la Fondation allemande pour la recherche, 2000
- Prix de recherche Descartes de l'UE, 2005
- Prix de recherche d'État du Land de Bade-Wurtemberg 2005
- Prix de recherche Carl-Zeiss 2006 avec Kurt Busch[2]
- Membre de l'académie Léopoldine 2006
- Prix Otto-Haxel 2007
- Prix Hector 2008
- Membre de la société américaine d'optique 2008
- Hector Science Award 2009[3]
- Membre de la Hector Fellow Academy 2013[4]
- Prix Erwin-Schrödinger 2016

## Ouvrages
- (en) M. Wegener, Extreme Nonlinear Optics : An Introduction, Springer, 2004, 223 p. (ISBN 978-3-540-22291-0, lire en ligne)
- (en) W. Schäfer et M. Wegener, Semiconductor Optics and Transport Phenomena, Springer, 2010, 495 p. (ISBN 978-3-642-08271-9)